# 김동호 (1904년)
김동호(1904년 10월 9일~1972년 8월 27일)는 대한민국의 의사 출신 정치인이다. 제5대 국회의원을 지냈다.

## 역대 선거 결과
|  | 18.85% |

|  | 10.85% |

|  | 22.79% |

|  | 10.02% |

|  | 28.00% |

|  | 3.38% |